# Carl’s Jr.
 (octobre 2010).
Si vous disposez d'ouvrages ou d'articles de référence ou si vous connaissez des sites web de qualité traitant du thème abordé ici, merci de compléter l'article en donnant les références utiles à sa vérifiabilité et en les liant à la section « Notes et références ».
Carl's Jr. implantée à l'Ouest et au Sud-Ouest des États-Unis ou Hardee’s implantée à l'Est et au Nord-Est des États-Unis sont deux chaînes américaines de restauration rapide, elles appartiennent au groupe CKE Restaurants.

## Carl's Jr. dans le monde

Jaune : implantation des Carl’s Jr.
Rouge : implantation des Hardee’s

La chaîne est en expansion au Canada, au Mexique, à Singapour, en Thaïlande, en Russie, en Australie, en Nouvelle-Zélande, au Vietnam et en Chine. Elle est fondée en 1941 par Carl N. Karcher. Carl's Jr. est la 6e chaine de restauration rapide aux États-Unis après McDonald's, Burger King, Wendy's, KFC et Subway

## Carl's Jr en France
En juillet 2017, l'enseigne annonce qu'elle va se développer en France au quatrième trimestre avec l'ouverture d'un premier restaurant, via une master-franchise avec le groupe Brescia Investissement, et compte en ouvrir 120 en douze ans,.
Sa première implantation en France est dans le Var à La Garde. Suivront ensuite des ouvertures à Westfield Vélizy 2 (depuis le 9 septembre 2020), Roissy-Charles De Gaulle (ouverture en mai 2021), Pertuis dans le Vaucluse (ouverture en juillet 2021), Le Pontet, Bègles, et au sein de la Gare de Marseille-Saint-Charles (où l'enseigne remplacera le MacDonald's local après avoir remporté l'appel public à la concurrence pour l'emplacement).(actuellement, le Carl’s jr de Bègles  Gironde est en litige avec l’ancien locataire gérant de notre restaurant de Bègles, qui a changé l’enseigne )

## Cinématographie

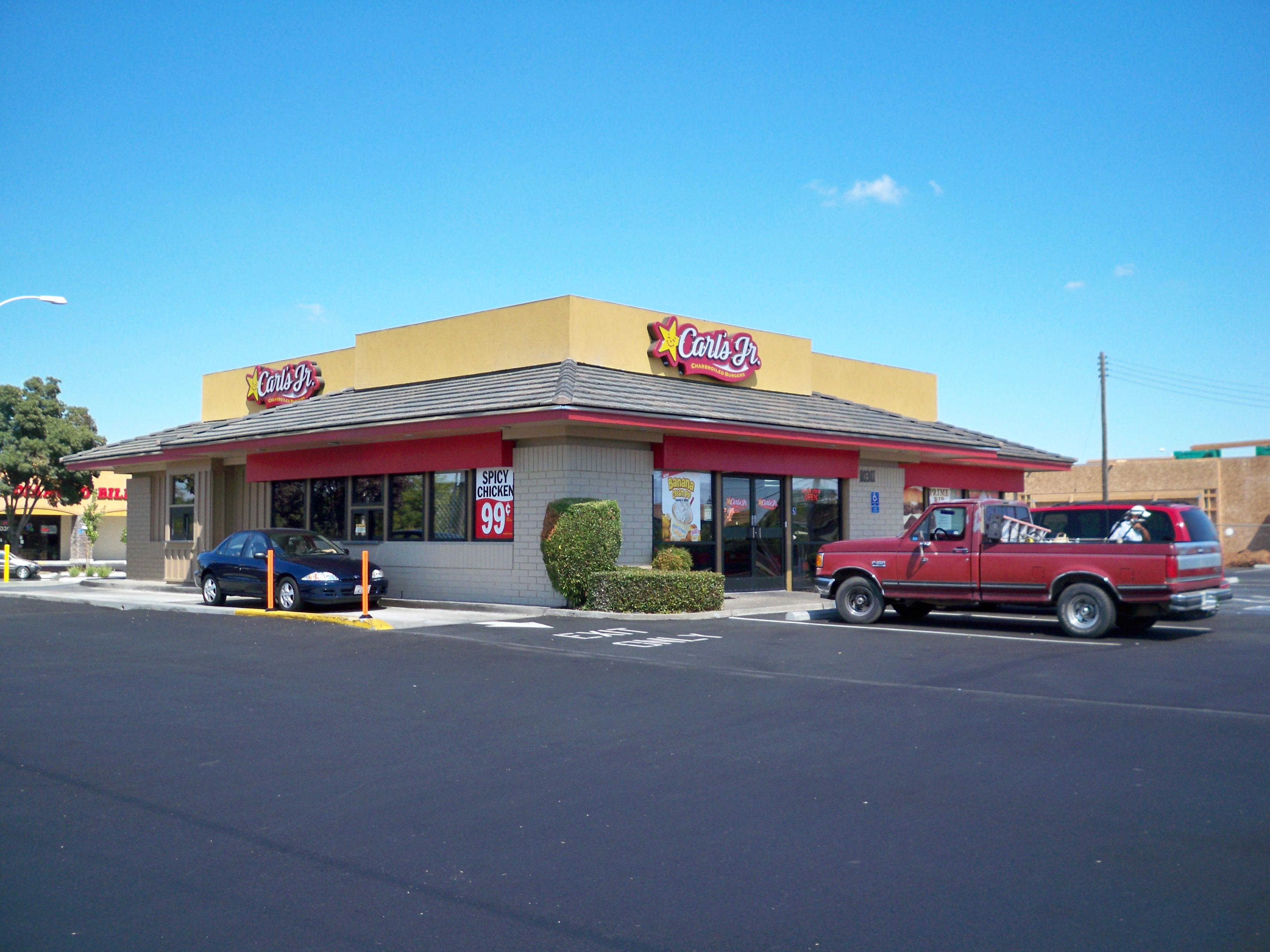
Un Carl's Jr. à Rancho Cordova.

Parodié dans le film Idiocracy de Mike Judge, notamment par ces phrases : « Parrainé par Carl's Jr » et « (...) Chez Carl's Jr, on bouffe à notre faim (...) ». 

## Identité visuelle

Ancien logo.
Logo actuel.